# Durio wyatt-smithii
Durio wyatt-smithii é uma espécie de angiospérmica da família Bombacaceae.
Apenas pode ser encontrada no seguinte país: Malásia.